# Biobala
Biobala, o como es conocida en inglés biobullet, es un vacuna veterinaria que se dispara mediante un rifle de aire que se utiliza en animales salvajes para evitar tener que atraparlos.
Estas balas consisten en cápsulas de celulosa las cuales tienen poco poder de penetración; una vez dentro del tejido del animal, se disuelven con ayuda del calor corporal. Todo el término «biobala» podría tomarse como un instrumento a la vez que es una técnica.
Al ser una medicina que se inserta a la fuerza, aparenta crear daños colaterales, pero unos estudios sobre la suavidad de la carne de los terneros en los que se aplicó la técnica adecuadamente mostraron no tener daños en los tejidos.
Aparte del uso medicinal en animales se han encontrado otros usos, tal como en el control, o más bien, la manipulación de la peste de mejillones cebra en su acción de filtrado en aguas, de una manera eco-segura.